# فرخنده‌های نخلی
فرخنده‌های نخلی (نام علمی: Phaenicophilus) نام یک سرده از تیره فرخنده است.

## گونه ها
- فرخنده کاکل‌سیاه (Phaenicophilus palmarum)
- فرخنده کاکل‌خاکستری (Phaenicophilus poliocephalus)